# Jean-Baptiste Gatete
Jean-Baptiste Gatete (né en 1953) est un homme politique rwandais. 

## Biographie
Né dans la commune de Murambi, préfecture de Byumba, il a suivi une formation d'ingénieur agronome et fut bourgmestre de Murambi de 1987 à 1993. D'origine hutue, il fut un membre prééminent du Mouvement révolutionnaire national pour le développement (MRND), parti unique du gouvernement Habyarimana.
Il démissionna de son poste de bourgmestre en 1993 mais conserva son influence dans la région. Soupçonné d'avoir planifié et participé au génocide entre le 6 et le 30 avril 1994, en particulier dans la paroisse de Kiziguro, il se réfugia au camp du Haut Commissariat des Nations unies pour les réfugiés à Loukolela, en République démocratique du Congo de 1997 à 1999, sous l'identité de Jean Nsengiyumva.
Il fut arrêté le 11 septembre 2002 en République du Congo et transféré au Tribunal pénal international pour le Rwanda à Arusha en Tanzanie. Le 29 mars 2011, il fut reconnu coupable de génocide et extermination et  condamné à l'emprisonnement à vie.